# Campamento de Nabatieh
El campamento de Nabatieh (en árabe: نبطية‎) era un campamento de refugiados palestinos al sur del Líbano, a unos 16 kilómetros al sudeste del campamento de Ain al-Hilweh, cuya población tuvo que trasladarse mayoritariamente a los campamentos de Ain al-Hilweh y Beddawi.
Entre mayo y junio de 1974, la aviación israelí ejecutó un bombardeo sobre el campamento (el mayor bombardeo en la historia del Líbano hasta ese momento) y lo redujo a escombros, lo que obligó a los refugiados palestinos que vivían en él a dispersarse hacia otros lugares. Los bombardeos israelíes causaron al menos 21 muertos y 134 heridos entre los refugiados del campamento.
La película They Do Not Exist (Ellos No Existen), del cineasta palestino Mustafa Abu Ali, documenta la destrucción del campamento de refugiados de Nabatieh.